# 元素の族
元素の族（げんそのぞく）は元素の周期表の行（縦1列）に当たる。標準的な周期表では18の族が存在する。
族が元素の分類と一致するのは偶然ではなく、周期表はもともと元素の分類に基づいて設計されていた。その後の研究により、同じ族でよく似た性質を示す元素は最外殻の電子が同じ配列になっていることがわかった。化学的性質が最外殻の電子によって決まることから、物理的にも化学的にも元素の性質を表せる族での分類が主流となった。同じ族に属する元素同士を同族体と呼ぶ。

## 族の呼び方
族の番号のつけかたは3種類あり、一つはアラビア数字で表現し、残りの二つはローマ数字で表現する。ローマ数字で表記する物はもともと考案された時点での分類であり、アラビア数字で示す物は国際純正・応用化学連合（IUPAC）が旧式の番号をふり直した物である。
旧方式では似通った二つの方式での記述があり、混乱の元となっている。どちらもローマ数字と、アルファベットのA、Bを組み合わせて族を表現する。
- 旧IUPAC方式 - Aは周期表左側、Bは周期表右側  主にヨーロッパで使用された
- 旧CAS方式 - Aは主族元素、Bは遷移元素 主にアメリカで使用された

となっている。
そこで新しいIUPACの表記法ではどちらの表記法ともかぶらず、混乱が生じないよう単純に数字で族を表している。
また、各族について、番号の代わりにいちばん軽い元素の名前を用いて族を表すこともある。

## 各族について
| 族         | 旧IUPAC | 旧CAS | 別名                             |
| ---------- | ------- | ----- | -------------------------------- |
| 第1族元素  | IA      | IA    | アルカリ金属                     |
| 第2族元素  | IIA     | IIA   | アルカリ土類金属                 |
| 第3族元素  | IIIA    | IIIB  | 希土類（スカンジウム族）         |
| 第4族元素  | IVA     | IVB   | チタン族                         |
| 第5族元素  | VA      | VB    | バナジウム族                     |
| 第6族元素  | VIA     | VIB   | クロム族                         |
| 第7族元素  | VIIA    | VIIB  | マンガン族                       |
| 第8族元素  | VIIIA   | VIIIB | 第4周期：鉄族 第5・6周期：白金族 |
| 第9族元素  | VIIIA   | VIIIB | 第4周期：鉄族 第5・6周期：白金族 |
| 第10族元素 | VIIIA   | VIIIB | 第4周期：鉄族 第5・6周期：白金族 |
| 第11族元素 | IB      | IB    | 銅族（貨幣金属）                 |
| 第12族元素 | IIB     | IIB   | 亜鉛族                           |
| 第13族元素 | IIIB    | IIIA  | ホウ素族（土類金属）             |
| 第14族元素 | IVB     | IVA   | 炭素族                           |
| 第15族元素 | VB      | VA    | 窒素族（ニクトゲン）             |
| 第16族元素 | VIB     | VIA   | 酸素族（カルコゲン）             |
| 第17族元素 | VIIB    | VIIA  | ハロゲン                         |
| 第18族元素 | VIIIB   | VIIIA | 希ガス、貴ガス、稀ガス           |

## 鉄族元素・白金族元素
短周期表でVIIIB族を占める、鉄、コバルト、ニッケル、ルテニウム、ロジウム、パラジウム、オスミウム、イリジウム、白金は長周期の族（第8 / 9 / 10族）で区分された場合よりも、第4周期と第5 / 6周期とに区分したほうが化学的性質が似通っている。それ故、第4周期第8 - 10族元素（鉄、コバルト、ニッケル）を鉄族元素、そして第5 - 6周期第8 - 10族元素（ルテニウム、ロジウム、パラジウム、オスミウム、イリジウム、白金）は白金族元素とも呼ばれる。